# Sarmatia lysizona
Sarmatia lysizona là một loài bướm đêm trong họ Erebidae.